# Троїцьке (Зав'яловський район)
Тро́їцьке (рос. Троицкое) — присілок в Зав'яловському районі Удмуртії, Росія.
Знаходиться на невеликій річці, правій притоці Постолки. Розташоване на південний захід від присілка Середній Постол.

## Населення
Населення — 70 осіб (2012; 84 в 2010).
Національний склад станом на 2002 рік:
- удмурти — 95 %

## Урбаноніми[3]
- вулиці — Верхня, Нижня, Ставкова